# Philip Zwiener
Philip Zwiener (Rotenburg, 23 luglio 1985) è un ex cestista tedesco.

## Carriera
Con la Germania ha disputato i Giochi olimpici di Pechino 2008 e i Campionati europei del 2013.

## Palmarès
- Campionato tedesco: 1

Alba Berlino: 2007-08
- Coppa di Germania: 3

Alba Berlino: 2006, 2009
EWE Baskets Oldenburg: 2015
- Supercoppa tedesca: 1

Alba Berlino: 2008